# كاساندرا فاهي
كاساندرا فاهي (بالإنجليزية: Cassandra Fahey)‏ هي مهندسة معمارية أسترالية، ولدت في 1972.